# Diabetes mellitus tipo 2
La diabetes mellitus tipo 2 (DM2) es un trastorno metabólico que se caracteriza por hiperglucemia (nivel alto de azúcar en la sangre) en el contexto de resistencia a la insulina y falta relativa de insulina; en contraste con la diabetes mellitus tipo 1, en la que hay una falta absoluta de insulina debido a la destrucción de los islotes pancreáticos. Los síntomas clásicos son sed excesiva, micción frecuente y hambre constante. La diabetes tipo 2 representa alrededor del 90 % de los casos de diabetes, con el otro 10 % debido principalmente a la diabetes mellitus tipo 1 y la diabetes gestacional. Se piensa que la obesidad es la causa primaria de la diabetes tipo 2 entre personas con predisposición genética a la enfermedad (aunque este no es el caso de las personas con ascendencia de Asia Oriental).
La diabetes tipo 2 es controlada inicialmente con el aumento de ejercicio y cambios en la dieta. Si la glucemia no baja adecuadamente con estas medidas, pueden ser necesarios medicamentos como la metformina o la insulina. En los pacientes tratados con insulina, es típico el requisito de revisarse rutinariamente la glucemia.
Las tasas de diabetes tipo 2 han aumentado notablemente desde 1960, en paralelo con la obesidad. Para 2010 había aproximadamente 285 millones de personas diagnosticadas con la enfermedad en comparación con alrededor de 30 millones en 1985. La diabetes tipo 2 es típicamente una enfermedad crónica asociada con una disminución de la esperanza de vida de diez años. Las complicaciones a largo plazo de la hiperglucemia pueden ser enfermedades del corazón, derrames cerebrales, retinopatía diabética (afecta la vista), insuficiencia renal que puede requerir diálisis y mala circulación en las extremidades que conduce a amputaciones. La cetoacidosis, una complicación aguda y característica de la diabetes tipo 1, es poco común, pero puede ocurrir un coma hiperosmolar hiperglucémico.
Además, alrededor del 50 % de todas las personas con diabetes tipo 2 en todo el mundo no están diagnosticadas, lo que representa un importante problema de salud pública, ya que hasta la mitad de estas personas presentan una o más complicaciones cuando se les diagnostica. Ahora bien, existen diferentes herramientas de screening que pueden servir para identificar de forma temprana a las personas con riesgo de desarrollar diabetes tipo 2.
La diabetes mellitus es una enfermedad crónica de gran prevalencia mundial, siendo uno de los cuatro padecimientos no infecciosos con mayor representación. Su aumento se ha visto reflejado considerablemente desde 1980 al 2014, de un 4,7 % a un 8,5 % de la población mundial, estimándose aproximadamente 422 millones de adultos con este padecimiento en 2014. Se proyecta que para el año 2030 unos 592 millones de personas presentarían diabetes.

## Historia
La diabetes es una de las primeras enfermedades descritas. Un manuscrito egipcio de c. 1500 a. C. menciona "vaciado demasiado grande de la orina". Los primeros casos descritos se cree que son de diabetes tipo 1. Los médicos indios alrededor del mismo tiempo identificaron la enfermedad y la clasificaron como madhumeha u orina miel al notar que la orina atraía a las hormigas. El término "diabetes" o "pasar a través de" fue utilizado por primera vez en 230 a. C. por el griego Apolonio de Memphis.  La enfermedad era rara durante la época del Imperio Romano. Galeno comentó que solo había visto dos casos durante su carrera.
Las diabetes tipo 1 y tipo 2 fueron identificadas como afecciones separadas por primera vez por los médicos indios Sushruta y Charaka entre 400-500 d. C. con el tipo 1 asociado con la juventud y el tipo 2 con el sobrepeso. El término "mellitus" o "de miel" fue introducido por el británico John Rolle y el alemán Johann Peter Frank a finales de 1700 para distinguirla de la diabetes insípida, que también se asocia con la micción frecuente. El tratamiento efectivo no se desarrolló hasta la primera mitad del siglo XX, cuando los nobeles canadienses Frederick Banting y Charles Best descubrieron la insulina entre 1921 y 1922. A esto siguió el desarrollo de la insulina de acción prolongada (NPH) en la década de 1940.

## Epidemiología
| sin datos ≤ 7,5 7,5–15 15–22,5 22,5–30 30–37,5 37,5–45 | 45–52,5 52,5–60 60–67,5 67,5–75 75–82,5 ≥ 82,5 |

Prevalencia mundial de la diabetes en 2000. El promedio mundial fue de 28 cada 1000 habitantes.
sin datos
≤ 7,5
7,5–15
15–22,5
22,5–30
30–37,5
37,5–45
45–52,5
52,5–60
60–67,5
67,5–75
75–82,5
≥ 82,5

La incidencia de la diabetes tipo 2 va en aumento en todo el mundo y alcanza proporciones epidémicas. En 2010, se estimaba que afectaba a 285 millones de personas, (aproximadamente el 6 % de la población adulta del mundo) y representaba cerca del 90 % de todos los casos de diabetes. Actualmente, se calcula que estas cifras han aumentado a 347 millones de personas.
De acuerdo con la clasificación de la diabetes, la tipo 2 se aprecia con mayor frecuencia entre los adultos, representando entre el 85 % y el 90 % de los casos.
La diabetes es común tanto en el mundo desarrollado como en vías de desarrollo. No obstante, sigue siendo menos frecuente en los países subdesarrollados.
Las mujeres parecen presentar mayor riesgo al igual que ciertos grupos étnicos, como aquellos del Sudeste Asiático, de las islas del Pacífico, los latinos y los nativos americanos. Lo anterior puede deberse a una mejor sensibilidad a un estilo de vida occidental en ciertos grupos étnicos. Considerada tradicionalmente una enfermedad de adultos, la diabetes tipo 2 se diagnostica cada vez más a niños en paralelo con el alza de las tasas de obesidad. La diabetes tipo 2 se diagnostica ahora con tanta frecuencia como la diabetes tipo 1 en los adolescentes de Estados Unidos.
Las tasas de diabetes en 1985 se estimaron en 30 millones, lo que aumentó a 135 millones en 1995 y a 217 millones en 2005. Se cree que este aumento se debe principalmente al envejecimiento de la población mundial, una disminución del ejercicio y las crecientes tasas de obesidad. Para 2000, los cinco países con el mayor número de personas con diabetes fueron la India (31,7 millones), China (20,8), los Estados Unidos (17,7), Indonesia (8,4) y Japón (6,8). La Organización Mundial de la Salud reconoció la diabetes como una epidemia global.
En México, en 2017 hubo una tasa de 405,12 casos de diabetes por cada 100.000 habitantes, elevándose esta cifra a 411,85 casos, lo que representa un aumento en la incidencia del 1,66 %.

## Etiología
Las causas de la diabetes tipo 2 son el resultado de la interacción entre el estilo de vida, factores ambientales y genéticos. Las mutaciones genéticas parecen ser responsables de menos de un 10 % de la variabilidad del fenotipo, por lo que todo indica que los factores ambientales son la principal causa del desarrollo de la enfermedad. Aunque algunos factores están bajo el control personal, como la dieta, otros no lo están, como el envejecimiento, el pertenecer al sexo femenino y la genética. Se ha asociado la falta de sueño con la diabetes tipo 2.  Se cree que ésta actúa a través de su efecto sobre el metabolismo. El estado nutricional de una madre durante el desarrollo fetal puede desempeñar también un papel, uno de cuyos mecanismos propuestos es la metilación alterada del ADN.

### Estilo de vida
Se sabe que ciertos factores de estilo de vida son importantes en el desarrollo de la diabetes tipo 2, como la obesidad y el sobrepeso (definido como un índice de masa corporal [IMC] superior a 25), la falta de actividad física, una dieta pobre, el estrés y la urbanización. El exceso de grasa corporal está asociado con un 30 % de los casos en las personas de ascendencia china y japonesa, el 60-80 % en los de ascendencia europea y africana y el 100 % en los indios Pima y las islas del Pacífico. Los que no son obesos suelen tener un alto índice cintura/cadera.
Los factores dietéticos influyen asimismo en el riesgo de desarrollar diabetes tipo 2. El consumo excesivo de bebidas endulzadas con azúcar está asociado con un riesgo aumentado. Igualmente es importante el tipo de grasas en la dieta: las grasas saturadas y los ácidos grasos trans aumentan el riesgo y las grasas poliinsaturadas y monoinsaturadas lo disminuyen. Comer mucho arroz blanco parece desempeñar un papel en aumentar el riesgo. Se cree que la falta de ejercicio provoca un 7 % de los casos. Los contaminantes orgánicos persistentes también pueden desempeñar un papel.

### Genética
La mayoría de los casos de diabetes implican muchos genes y cada uno es una pequeña contribución a una mayor probabilidad de convertirse en diabético tipo 2. Si un gemelo idéntico tiene diabetes, la posibilidad de que el otro desarrolle diabetes durante su vida es superior al 90 %, mientras que la tasa para los hermanos no idénticos es de 25-50 %. Para 2011, se han encontrado más de 36 genes que contribuyen al riesgo de padecer diabetes tipo 2. No obstante, tales genes solo representan el 10 % del componente hereditario de la enfermedad. El alelo TCF7L2, por ejemplo, incrementa el riesgo de desarrollar diabetes en 1,5 veces y posee el mayor riesgo entre las variantes genéticas comunes. La mayoría de los genes vinculados a la diabetes están implicados en las funciones de los islotes pancreáticos.
Existen casos raros de diabetes que surgen debido a una anormalidad en un solo gen (conocido como formas monogénicas de diabetes u "otros tipos específicos de diabetes"), tales como la diabetes tipo MODY, el síndrome de Donohue y el síndrome Rabson-Mendenhall, entre otros. La diabetes tipo MODY constituye el 1-5 % de todos los casos de diabetes entre los jóvenes.

### Medicamentos
Hay medicamentos y otros problemas de salud que pueden predisponer a la diabetes. Algunos de los medicamentos son: glucocorticoides, tiazidas, los beta bloqueadores, los antipsicóticos atípicos y las estatinas. Las mujeres que previamente han tenido diabetes gestacional corren un mayor riesgo de desarrollar diabetes tipo 2. Otros problemas de salud que están asociados: acromegalia, síndrome de Cushing, hipertiroidismo, feocromocitoma y ciertos tipos de cáncer, como glucagonomas. La deficiencia de testosterona también está asociada con la diabetes tipo 2.

## Fisiopatología

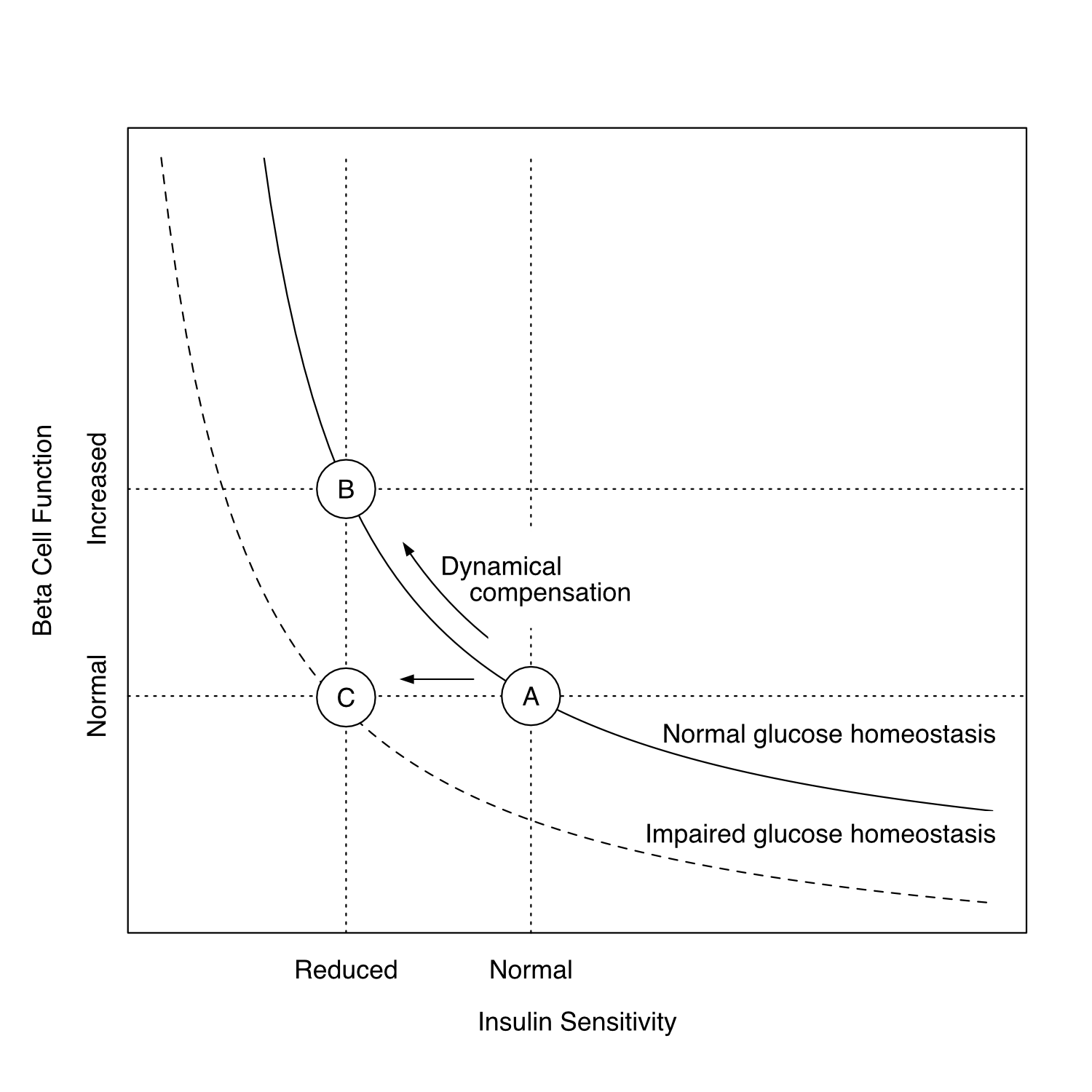
Relación hiperbólica entre la sensibilidad a la insulina y la función de las células beta que muestra una compensación dinámica en la resistencia "sana" a la insulina (transición de A a B) y la evolución de la diabetes mellitus de tipo 2 (transición de A a C). El Métrica de disposición integra la función de las células beta y la sensibilidad a la insulina de forma que los resultados permanecen constantes a través de la compensación dinámica. Cambiado de Cobelli et al. 2007, Hannon et al. 2018 y Dietrich et al. 2024

La diabetes tipo 2 se debe a la producción insuficiente de insulina de los islotes pancreáticos en el contexto de insulinorresistencia.  Esta última, que es la incapacidad de las células para responder adecuadamente a los niveles normales de insulina, se produce principalmente en los músculos, el hígado y el tejido adiposo. En el hígado, la insulina normalmente suprime la liberación de glucosa. Sin embargo, debido a la resistencia a la insulina, el hígado libera inapropiadamente glucosa en la sangre. La proporción entre la resistencia a la insulina y la disfunción de las células beta difiere entre los individuos. Algunos tienen principalmente resistencia a la insulina y solo un defecto menor en la secreción de insulina; y otros tienen una ligera resistencia a la insulina y fundamentalmente una falta de secreción de insulina.
En las primeras fases de la resistencia a la insulina, la masa de células beta se expande, aumentando la producción de insulina para compensar la insensibilidad a la insulina, de modo que el índice de disposición permanece constante. Pero cuando la diabetes tipo 2 se ha manifestado, un diabético tipo 2 habrá perdido aproximadamente la mitad de sus células beta. Los ácidos grasos de las células beta activan FOXO1, lo que provoca la apoptosis de las células beta. El índice de disposición desciende y la diabetes se manifiesta.
Otros mecanismos potencialmente importantes asociados con la diabetes tipo 2 y la resistencia a la insulina: aumento de la degradación de lípidos dentro de los adipocitos, resistencia y falta de incretina, altos niveles de glucagón en la sangre, aumento de la retención de sal y agua por los riñones y una regulación inadecuada del metabolismo por el sistema nervioso central. Sin embargo, no todas las personas con resistencia a la insulina desarrollan diabetes, ya que se requiere asimismo una disfunción de la secreción de insulina por los islotes pancreáticos.
Recientes evidencias científicas ha demostrado que la diabetes tipo 2 es reversible cuando se aborda en una fase temprana siguiendo dos estrategias diferentes: restricción calórica y cirugía bariátrica. El primero está relacionado con la pérdida de peso, la permeabilidad intestinal y la reducción de biomarcadores inflamatorios y de endotoxemia. Este último conduce a la normalización de los niveles de glucosa en plasma y a una pérdida de peso significativa. Actualmente, se están desarrollando modelos predictivos para poder elucidar qué pacientes son suceptibles de regresar de la diabetes siguiento una intervención dietética.

## Cuadro clínico

Síntomas más significativos de la diabetes.

Los síntomas clásicos de la diabetes son poliuria (micción frecuente), polidipsia (aumento de la sed), polifagia (aumento del hambre) y pérdida de peso. Otros síntomas que se presentan comúnmente en el diagnóstico sonː una historia de visión borrosa, picazón, neuropatía periférica, infecciones vaginales recurrentes y fatiga. Muchas personas, sin embargo, no tienen síntomas durante los primeros años y se les diagnostica en los exámenes de rutina. Las personas con diabetes mellitus tipo 2 pueden presentar rara vez un coma hiperosmolar hiperglucémico, un estado de glucemia muy alta asociada con una disminución de la conciencia e hipotensión.

### Complicaciones
La diabetes tipo 2 es típicamente una enfermedad crónica asociada con una disminución de la esperanza de vida de diez años. Esto se debe en parte a una serie de complicaciones con las que se asocia, entre ellas: el riesgo de enfermedad cardiovascular aumentado de dos a cuatro veces, incluida la enfermedad isquémica del corazón y derrame cerebral; un aumento de 20 veces en las amputaciones de miembros inferiores y el aumento de las tasas de hospitalización. En el mundo desarrollado, y cada vez más en otros lugares, la diabetes tipo 2 es la mayor causa de ceguera no traumática y de insuficiencia renal. Igualmente se ha asociado con un aumento del riesgo de disfunción cognitiva y demencia a través de procesos de enfermedad como la enfermedad de Alzheimer y la demencia vascular. Otras complicaciones incluyen acantosis nigricans, disfunción sexual e infecciones frecuentes.

## Diagnóstico
| Condición                   | Glucemia de 2 horas | Glucemia en ayunas        | HbA1c    | HbA1c   |
| --------------------------- | ------------------- | ------------------------- | -------- | ------- |
| Unidad                      | mmol/l (mg/dl)      | mmol/l (mg/dl)            | mmol/mol | DCCT %  |
| Normal                      | <7,8 (<140)         | <6,1 (<110)               | <42      | <6,0    |
| Glucemia en ayunas alterada | <7,8 (<140)         | ≥6,1 (≥110) y <7,0 (<126) | 42-46    | 6,0–6,4 |
| Intolerancia a la glucosa   | ≥7,8 (≥140)         | <7,0 (<126)               | 42-46    | 6,0–6,4 |
| Diabetes mellitus           | ≥11,1 (≥200)        | ≥7,0 (≥126)               | ≥48      | ≥6,5    |

La definición de la Organización Mundial de la Salud de diabetes (tanto tipo 1 como 2) es de una sola lectura de glucemia elevada junto a síntomas, o valores elevados en dos ocasiones sin ellos, o también:
- glucosa plasmática en ayunas ≥ 7,0 mmol/l (126 mg/dl)

o
- mediante una prueba de tolerancia a la glucosa, una glucemia dos horas después de la dosis oral ≥ 11,1 mmol/l (200 mg/dl)

Una glucemia al azar de más de 11,1 mmol/l (200 mg/dL) en asociación con síntomas típicos  o una hemoglobina glicosilada (HbA1c) mayor que ≥ 48 mmol/mol (≥ 6,5 DCCT %) es otro método de diagnóstico de la diabetes. En 2009 un Comité Internacional de Expertos, que incluía a representantes de American Diabetes Association (ADA), la Federación Internacional de Diabetes (IDF) y la Asociación Europea para el Estudio de la Diabetes (EASD), recomendó que se debe utilizar un umbral de ≥ 48 mmol/mol (≥ 6,5 DCCT %) para diagnosticar la diabetes. Esta recomendación fue adoptada por la American Diabetes Association en 2010. Las pruebas positivas se deben repetir a menos que la persona presente síntomas típicos y glucemia > 11,1 mmol/l (> 200 mg/dl).
El umbral para el diagnóstico de la diabetes se basa en la relación entre los resultados de las pruebas de tolerancia a la glucosa, la glucemia en ayunas o HbA1c y complicaciones como problemas de la retina. Se prefiere la glucemia en ayunas o al azar sobre la prueba de tolerancia a la glucosa, ya que son más convenientes para las personas. La HbA1c tiene las ventajas de que el ayuno no es necesario y los resultados son más estables, pero tiene la desventaja de que la prueba es más costosa que la medición de glucemia. Se estima que el 20 % de las personas diabéticas en los Estados Unidos no saben que tienen diabetes.
La diabetes mellitus tipo 2 se caracteriza por una alta glucemia en el contexto de resistencia a la insulina y deficiencia relativa de insulina. En contraste con la diabetes mellitus tipo 1, en la que hay una deficiencia absoluta de insulina debido a la destrucción de células de los islotes páncreaticos y la diabetes mellitus gestacional, que es un nuevo inicio de hiperglucemia asociado con el embarazo. La diabetes tipo 1 y tipo 2 normalmente se pueden distinguir basándose en las circunstancias presentadas. Si el diagnóstico es dudoso, la prueba de anticuerpos puede ser útil para confirmar la diabetes tipo 1 y los niveles de péptido C pueden servir para confirmar la diabetes tipo 2, pues los niveles de péptido C son normales o altos en la diabetes tipo 2, pero bajos en la diabetes tipo 1.

### Cribado
Ninguna organización importante recomienda el tamizaje universal de la diabetes, ya que no hay evidencia de que un programa de este tipo mejore los resultados. El United States Preventive Services Task Force (USPSTF) recomienda el tamizaje en adultos sin síntomas y presión arterial mayor que 135/80 mmHg. Para aquellos cuya presión arterial sea menor, la evidencia es insuficiente para recomendar a favor o en contra del tamizaje.
La Organización Mundial de la Salud recomienda examinar los grupos de alto riesgo, y a partir de 2014 la USPSTF está considerando una recomendación similar. Los grupos de alto riesgo en los Estados Unidos incluyen: los mayores de 45 años, los que tienen un familiar de primer grado con diabetes, algunos grupos étnicos (como los hispanos, afroamericanos y nativos americanos), antecedente de diabetes gestacional, síndrome de ovario poliquístico, exceso de peso y condiciones asociadas con el síndrome metabólico. La American Diabetes Association recomienda el tamizaje a aquellos con un IMC de más de 25 (o más de 23 en descendientes asiáticos).
La detección temprana de personas con diabetes tipo 2 no diagnosticada es un importante problema de salud pública. Se han propuesto varias ecuaciones predictivas para la detección de diabetes tipo 2, pero la mayoría de ellas no han sido validadas externamente y su rendimiento podría verse comprometido cuando se utilizan datos clínicos. En una reciente revisión sistemática de 26 modelos predictivos se demuestra que existe una gran heterogeneidad en los predictores de riesgo y se destaca que los modelos de riesgo deben diseñarse utilizando datos de salud más fácilmente identificables y reproducibles en la práctica clínica.

## Prevención
El inicio de la diabetes tipo 2 se puede retrasar o prevenir a través de una nutrición adecuada y el ejercicio regular. Medidas intensivas en el estilo de vida pueden reducir más de la mitad del riesgo. El beneficio del ejercicio se produce independientemente del peso inicial o su consiguiente pérdida de peso. La evidencia para el beneficio de solo cambios en la dieta, sin embargo, es limitada: hay cierta evidencia para una dieta rica en verduras de hoja verde  y la restricción del consumo de bebidas azucaradas. En aquellos con intolerancia a la glucosa, la dieta y el ejercicio, ya sea solos o en combinación con metformina o acarbosa, puede disminuir el riesgo de desarrollar diabetes. Las intervenciones en el estilo de vida son más eficaces que la metformina. Mientras que niveles bajos de vitamina D están asociados con un mayor riesgo de diabetes, su corrección mediante suplementos de vitamina D3 no disminuye este riesgo.

## Tratamiento
El control de la diabetes tipo 2 se centra en intervenciones del estilo de vida, la reducción de otros factores de riesgo cardiovascular y el mantenimiento de la glucemia en el rango normal.
La auto-monitorización de la glucemia en personas con diabetes tipo 2 recién diagnosticada puede usarse en combinación con educación; sin embargo, es cuestionable su beneficio en los que no usan insulina en dosis múltiples.  El control de otros factores de riesgo cardiovascular, como la hipertensión, el colesterol alto y la microalbuminuria, mejora la esperanza de vida. La disminución de la presión arterial sistólica a menos de 140 mmHg se asocia con un menor riesgo de muerte y mejores resultados. El control intensivo de la presión arterial (< 130/80 mmHg) en oposición al estándar (< 140/85-100 mmHg) se traduce en una ligera disminución en el riesgo de derrame cerebral, pero no tiene efecto sobre el riesgo general de muerte.
La disminución intensiva de la glucemia (HbA1c< 6 %) en comparación con la estándar (HbA1c de 7-7,9 %) no parece cambiar la mortalidad. El objetivo del tratamiento es típicamente una HbA1c de alrededor del 7 % o una glucemia en ayunas de menos de 7,2 mmol/L (130 mg/dL); sin embargo, estos objetivos pueden ser modificados previa consulta clínica profesional, teniendo en cuenta los riesgos particulares de hipoglucemia y la esperanza de vida. Se recomienda que todas las personas con diabetes tipo 2 se sometan regularmente a un examen oftalmológico. El tratamiento de la periodontitis en diabéticos puede dar lugar a una pequeña mejora en la glucemia.
La adherencia terapéutica en la diabetes mellitus tipo 2 es clave para el control, la prevención de complicaciones y la mejora de la calidad de vida. Factores como el contexto del paciente, la complejidad del tratamiento, efectos secundarios, barreras económicas, falta de conocimiento y aspectos psicológicos influyen en el cumplimiento, por lo que es importante realizar un seguimiento y mejorarla con educación, apoyo emocional y simplificación de las intervenciones. Por ejemplo, un metaanálisis evidenció que en latinoamericanos se afecta principalmente por el estado financiero, la presencia de comorbilidades (depresión) y la frecuencia de administración de la insulina.

### Estilo de vida
Una dieta adecuada y el ejercicio son los fundamentos de la atención diabética, y una mayor cantidad de ejercicio surte mejores resultados. El ejercicio aeróbico conduce a una disminución de la HbA1c y mejora la sensibilidad a la insulina. El entrenamiento de fuerza también es útil, y la combinación de ambos tipos de ejercicio puede ser más eficaz. Asimismo es importante una dieta para diabéticos que promueva la pérdida de peso. Si bien el mejor tipo de dieta para lograr esto es controvertido, una dieta de bajo índice glucémico ha demostrado mejorar el control de la glucemia. La educación culturalmente apropiada puede ayudar a las personas con diabetes tipo 2 a controlar su glucemia por seis meses al menos. Si los cambios en el estilo de vida en la diabetes leve no han resultado en una mejor glucemia luego de seis semanas, entonces debe considerarse la administración de medicamentos. No hay evidencia suficiente para determinar si las intervenciones en el estilo de vida afectan a la mortalidad en aquellos que ya tienen diabetes mellitus tipo 2. A su vez los cambios y estados de ánimo pueden influir en los niveles de glucemia en la sangre.

### Medicamentos

Comprimidos de metformina.

Están disponibles varias clases de medicamentos antidiabéticos. La metformina se recomienda generalmente como tratamiento de primera línea, ya que hay cierta evidencia de que disminuye la mortalidad. Sin embargo, esta conclusión es discutida.  La metformina no debe utilizarse en aquellos con severos problemas renales o hepáticos.
Puede añadirse un segundo agente oral de otra clase o insulina si la metformina no es suficiente después de tres meses. Entre otras clases de medicamentos se encuentran: sulfonilureas, tiazolidinedionas, inhibidores de la dipeptidil peptidasa-4, inhibidores de SGLT2 y péptido similar al glucagón tipo 1. No existe diferencia significativa entre estos agentes. La rosiglitazona, una tiazolidindiona, no ha demostrado mejorar los resultados a largo plazo a pesar de que mejora la glucemia. Adicionalmente se asocia con mayores tasas de enfermedades del corazón y muerte. Los inhibidores de la enzima convertidora de angiotensina (IECA) previenen la enfermedad renal y mejoran los resultados en diabéticos, a diferencia de los antagonistas de los receptores de angiotensina II (ARA II).
Las inyecciones de insulina se pueden añadir a la medicación oral o usarse solas. La mayoría de la gente no necesita inicialmente insulina. Cuando se administra, se añade normalmente en la noche una formulación de acción prolongada, manteniendo la medicación oral. Luego las dosis se incrementan para mejorar el control de la glucemia. Cuando la insulina nocturna es insuficiente, dos dosis diarias pueden lograr un mejor control. Las insulinas de acción prolongada glargina y detemir son igualmente seguras y eficaces, y no parecen mucho mejor que la insulina protamina neutra Hagedorn (NPH), pero, ya que son mucho más caras, no son costo-efectivas. En embarazadas la insulina es generalmente el tratamiento de elección.

### Cirugía
La cirugía de pérdida de peso en obesos es una medida eficaz para tratar la diabetes. Muchos son capaces de mantener glucemias normales con poco o ningún medicamento después de la cirugía y la mortalidad a largo plazo disminuye. Sin embargo, la cirugía tiene cierto riesgo de mortalidad a corto plazo de menos del 1 %. Todavía no están claros los umbrales de índice de masa corporal apropiados para la cirugía . Se debe considerar esta opción en quienes sean incapaces de mantener bajo control tanto el peso como la glucemia.